# Drama paní Muraškinové
Drama paní Muraškinové je opera o jednom dějství českého skladatele Václava Jedličky na vlastní libreto podle povídky Drama ruského spisovatele Antona Pavloviče Čechova. Poprvé ji provedla 22. května 1988 brněnská Komorní opera Miloše Wasserbauera, scéna JAMU.

## Vznik a charakteristika
V osmdesátých letech 20. století napsal brněnský skladatel Václav Jedlička dvě opery na současná sovětská, ale režimu málo poplatná témata: komorní aktovku Maximův problém podle povídky Věřím! Vasilije Šukšina a celovečerní Mysterium o Janě podle scénáře filmu Sviť, sviť, má hvězdo režiséra Alexandra Mitty, který byl v Brně znám spíše z dramatizace v divadle Husa na provázku z roku 1977 s hudbou Miloše Štědroně. Druhá z nich byla nabídnuta Janáčkovu divadlu, ale nebyla uvedena, první uvedla Komorní opera Miloše Wasserbauera působící jako scéna svázaná s JAMU. Ta se ujala i třetí Jedličkovy opery, opět komorní jednoaktovky a opět na ruský, ačkoli tentokrát klasický námět. Tragikomická opera s pouze třemi postavami podle povídky Drama A. P. Čechova byla uvedena na konci školního roku 1987/1988 společně s operou Manželské slasti aneb Konec Sokratův (původně Burlesca per il Carnevale), anonymní latinské opery z roku 1732 s textem přeloženým Janem Trojanem. Ze tří postav Jedličkovy opery však byl posluchačem JAMU jen Petr Martínek hrající sluhu Luku.
Hudební skladatel a pedagog Leoš Faltus ve své recenzi pro časopis Hudební rozhledy posoudil operu příznivě. Jedličkova hudba se podle něj opírá o Leoše Janáčka, ale ve vokálních partech je samostatná. Navíc textové pasáže pocházející z údajného dramatu paní Muraškinové parodicky doprovází tradičními uzavřenými útvary romantického střihu. „Celá aktovka je stále na rozhraní mezi dramatem a komedií a to jí dává půvab výrazu odvozeného od Čechova: úsměv se slzami v očích.“
Ač Faltus konstatoval, že Drama paní Muraškinové prokázalo právo na další život, žádné další divadlo je dosud (2021) neuvedlo.

## Osoby a první obsazení
| osoba                     | hlasový obor | premiéra (7. března 1982) |
| ------------------------- | ------------ | ------------------------- |
| Pavel Vasiljevič          | baryton      | Václav Halíř              |
| Muraškinová               | alt          | Jarmila Nenadalová        |
| Luka                      | tenor        | Petr Martínek             |
| Dirigent: Tibor Varga     |              |                           |
| Režie: František Preisler |              |                           |
| Výprava: Oldřich Schüller |              |                           |

## Děj opery
Do pracovny postaršího, známého, ale poněkud lenivého novináře Pavla Vasiljeviče přivádí sluha Luka neočekávanou návštěvu: paní Muraškinovou. Ta zahrnuje Pavla Vasiljeviče slovy svého obdivu a pak vysvětlí, proč přišla: po menších literárních pokusech napsala drama, a než je pošle na cenzuru, přála by si, aby ho Pavel Vasiljevič posoudil. Nechce mu ho však jen nechat na stole, nýbrž přesvědčí ho různými ženskými prostředky, že mu ho přečte. Novinář se jí ze zdvořilosti a z bázlivosti neodváží odpírat. Předčítání divadelní hry paní Muraškinové, které je užvaněným sentimentálním nesmyslem, dokáže naslouchat jen souběžně s konzumací jedné skleničky vodky za druhou; Luka jeho utrpení komentuje. Rozvášněné paní Muraškinové nakonec nestačí vlastní přednes, a tak zapojí i Pavla Vasiljeviče a Luku do dramatu a nutí je hrát jeho postavy. Novinář vidí jen jedinou možnost, jak se z hrozné komedie zachránit a rádoby dramatičku konečně umlčet, a tak paní Muraškinovou zardousí. Luka přidává pointu: když si soud sám přečetl dílo zesnulé Muraškinové, prohlásil Pavla Vasiljeviče nevinným.